# Nattrond (film)
Irene Huss – Nattrond är en svensk thriller från 2008. Det är den tredje filmen i den första omgången med filmer om kriminalkommissarie Irene Huss.

## Handling
Doktor Sverker Löwander hittar mitt i natten sin sjuksköterska strypt i det anrika Löwanderska sjukhuset. Det enda vittnet hävdar att syster Tekla synts i korridorerna under natten, något som kriminalinspektör Irene Huss har lite svårt att tro - syster Tekla hängde sig nämligen på sjukhuset för sextio år sedan. Ju mer Huss rotar i fallet desto märkligare framstår allting. Irene Huss måste inte bara leda en utredning i nutid, hon måste ta sig tillbaka till det förgångna för att få svar på alla frågor. Samtidigt som Irene brottas med ett av sina mest svårlösta fall i karriären börjar hennes och maken Kristers långa och krävande arbetsdagar att tära på deras äktenskap.

## Rollista (urval)
Återkommande:
- Angela Kovács – Irene Huss
- Reuben Sallmander – Krister Huss
- Mikaela Knapp – Jenny Huss
- Felicia Löwerdahl – Katarina Huss
- Lars Brandeby – Sven Andersson
- Dag Malmberg – Jonny Blom
- Emma Swenninger – Birigtta Moberg
- Eric Ericson – Fredrik Stridh
- Anki Lidén – Yvonne Stridner

I detta avsnitt:
- Alexandra Rapaport – Carina Löwander
- Magnus Roosmann – Sverker Löwander
- Jerker Fahlström – Folke Bengtsson
- Margareta Olsson – Syster Siv
- Ola Hedén – Elektrikern
- Else-Marie Brandt – Fru Landgren
- Maria Hedborg – Gunilla Landén
- Fredrik Evers – Andreas Svärd
- Christer Fjellström – Stellan Vik